# Venturia pseudocampoplexa
Venturia pseudocampoplexa är en stekelart som beskrevs av Maheshwary 1977. Venturia pseudocampoplexa ingår i släktet Venturia och familjen brokparasitsteklar. Inga underarter finns listade i Catalogue of Life.